# Nowoandriejewka (obwód amurski)
Nowoandriejewka (ros. Новоандреевка) – wieś (ros. sieło) w południowo-wschodniej Rosji, terytorialnie i administracyjnie należąca do rejonu biełogorskiego, w obwodzie amurskim. 
Według danych statystycznych z 2016 roku wieś zamieszkiwało 130 mieszkańców. 